# 集宁南站
集宁南站，原名平地泉站，始建于1919年。位于中华人民共和国内蒙古自治区乌兰察布市集宁区，属呼和浩特铁路局集宁站管辖的客运一等站，是华北通往北部草原地带的交通枢纽，国际联运干线集二鐵路的起点。日接发列车88对，年客运量达288万人次，发送行包18.5万多件，年货运量21.7万吨。

## 历史

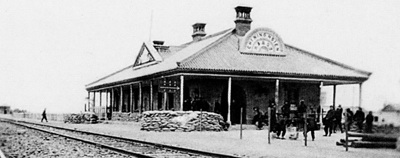
集宁县车站

1919年，平地泉车站建成启用。事实上车站所在地并非平地泉。之前测绘选址时本来计划在平地泉修筑车站，后来计划改变却保留了平地泉站的名字。30年代平地泉车站改名集宁县车站。此后名字又改回平地泉站。后来站名改为集宁南站。

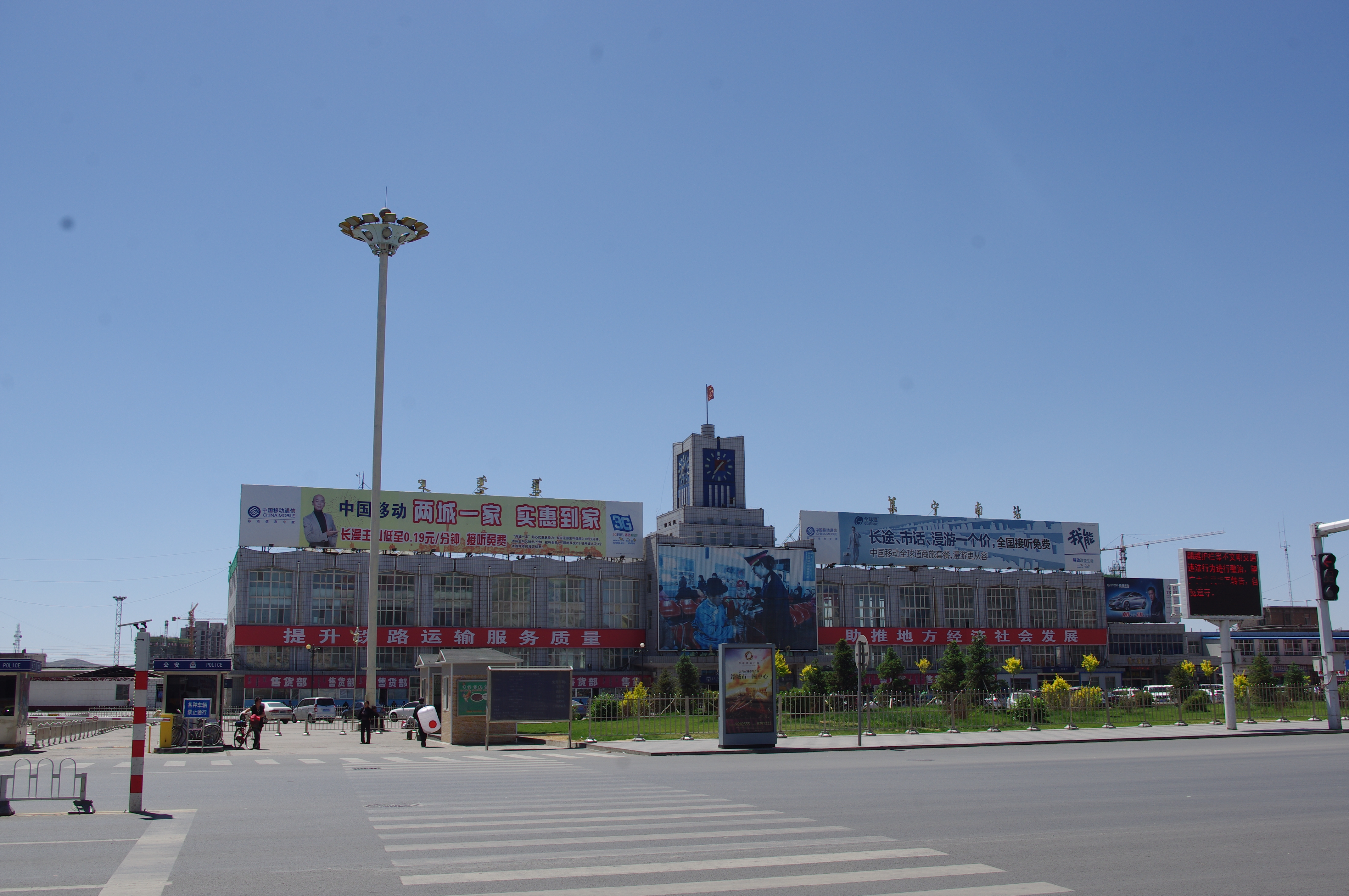
2013年的集宁南站

## 车站设施

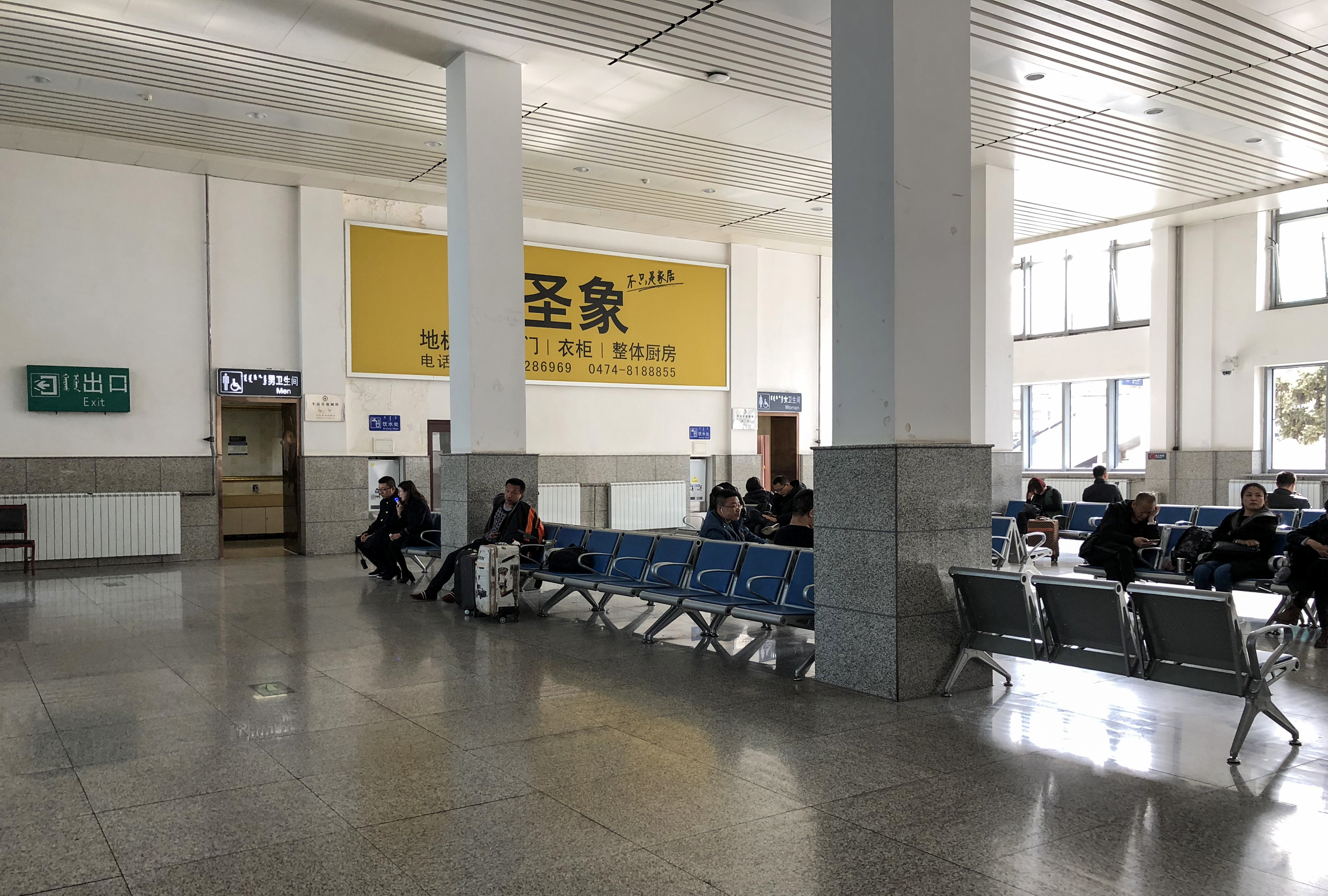
一层候车室

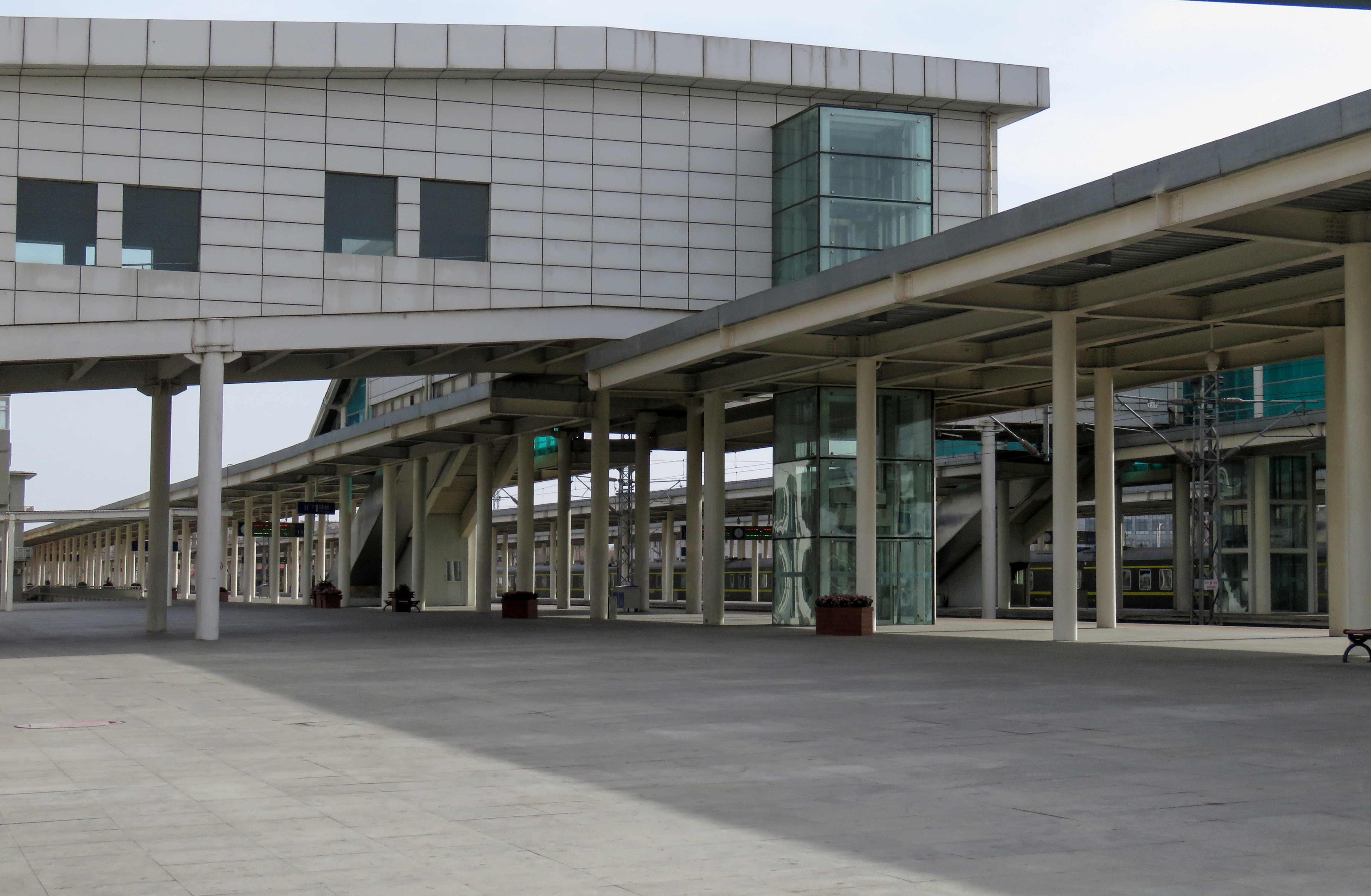
1站台

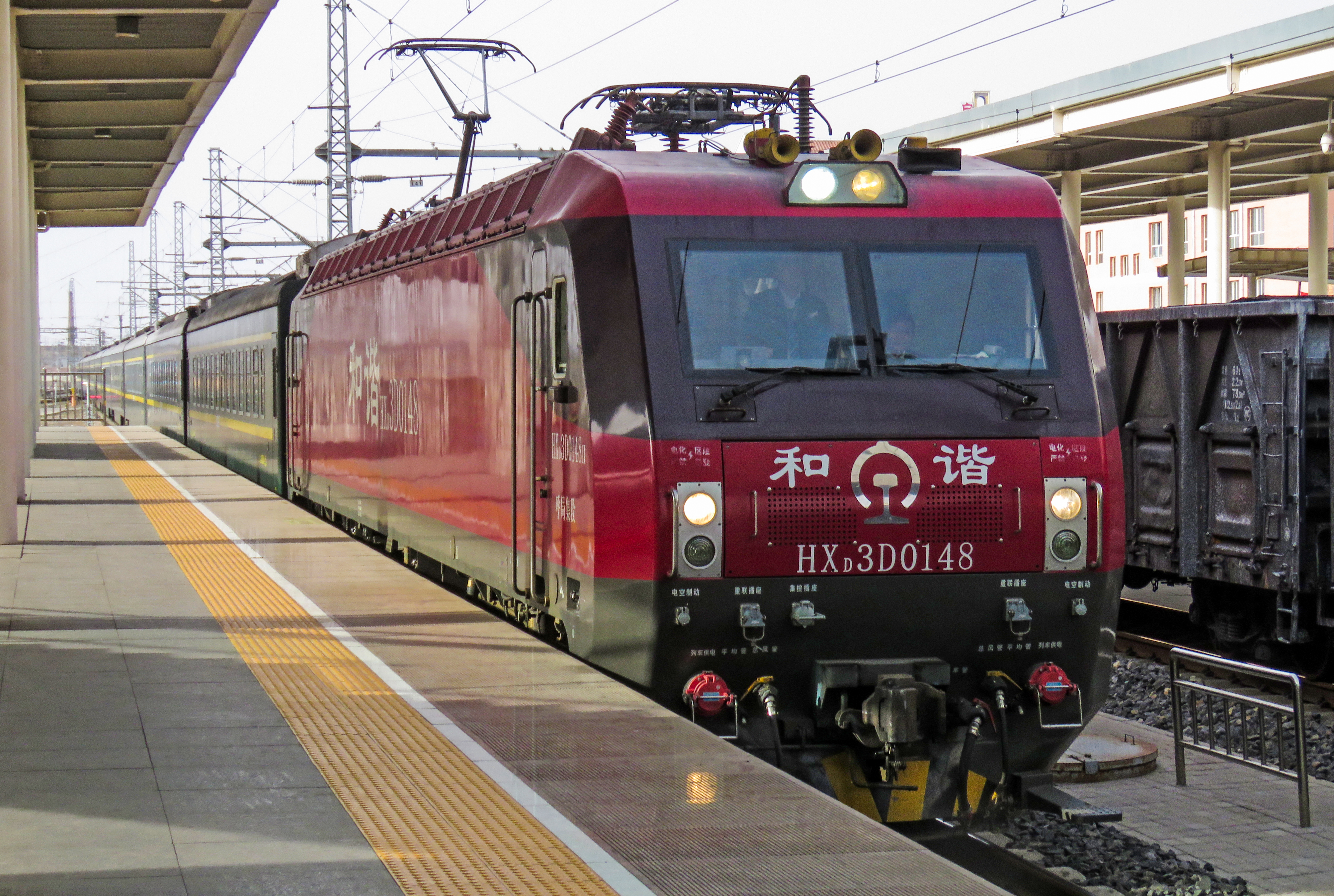
Z318次列车进2站台

集宁南站现有1座侧式站台、2座岛式站台，这三座站台全部为高站台。本站设有8条到发线，其中1站台与2站台之间的Ⅱ道为货物列车专用线，靠近站台的1、3、4、5、6道则为旅客列车到发线。
| 2F   | 候车室    | 动车组列车候车区                  |
| 2F   | 进站天桥  |                                   |
| 1F   | 站房      | 出站口、售票处、进站口、候车室    |
| 站场 | 侧式站台  | 侧式站台                          |
| 站场 | 1站台/1道 | 京包铁路 往北京北方向（古营盘站） |
| 站场 | Ⅱ道       | 上行货物列车通过线                |
| 站场 | 2站台/3道 | 京包铁路 往北京北方向（古营盘站） |
| 站场 | 岛式站台  |                                   |
| 站场 | 3站台/4道 | 京包铁路 往包头方向（葫芦站）     |
| 站场 | 4站台/5道 | 京包铁路 往包头方向（葫芦站）     |
| 站场 | 岛式站台  |                                   |
| 站场 | 5站台/6道 | 京包铁路 往包头方向（葫芦站）     |
| 站场 | Ⅶ道       | 货物列车通过线                    |
| 站场 | Ⅷ道       | 集二铁路 往二连方向（集宁站）     |
| 站场 | 9道       | 存车线                            |
| 站场 | 10道      | 存车线                            |
| 站场 | 11道      | 存车线                            |
| B1   | 地道      | 出站地道                          |

## 车站周边
- 映山大厦
- 新九龙步行街
- 集宁市文化馆
- 乌兰小学
- 万人商厦
- 五洲商厦
- 逸夫小学
- 华联超市
- 中心苑小区
- 老虎山生态公园
- 怀远路小学